# Instituto Geográfico Militar (Chile)
El Instituto Geográfico Militar (IGM) es un organismo dependiente del Ejército de Chile, servicio oficial, técnico y permanente del Estado en todo lo referido a la geografía de Chile y el desarrollo de la cartografía del país.

## Historia
El IGM fue creado en 1881 como el Servicio Geográfico del Ejército en conjunto a la formación del Estado Mayor General del Ejército. El Servicio recibió diversas denominaciones con el paso de los años (como "Oficina Geográfica" y "Sección Cartográfica y Departamento del Levantamiento") hasta que alcanzó su institucionalidad actual el 29 de agosto de 1922 a través del Decreto N.º1664.
El desarrollo de trabajos de cartografía y levantamientos se desarrollaron de manera importante en dichos años y el 30 de julio de 1930, a través del DFL n.º 2.090, se le confirió la responsabilidad de ser la autoridad oficial del Estado para la confección de cartas y levantamientos del territorio nacional.
A partir de ese año, el sistema de levantamiento terrestre se cambia por el de levantamiento aerofotogramétrico, lo que perfecciona el desarrollo cartográfico, y en 1946 el IGM firma un convenio de cooperación en este ámbito con el Servicio Geodésico Interamericano de la agencia cartográfica de los Estados Unidos.
Publica también la colección Geografía de Chile en varios volúmenes, reconocida como una de las mejores obras en esta área en el país, y en la que han colaborado importantes geógrafos como Reinaldo Börgel, Víctor Quintanilla, Pilar Cereceda, Dionisio Vio y Hans Niemeyer, por mencionar solo algunos.